# Adalbert Loeschke
Adalbert Loeschke (* 17. Oktober 1903 in Angermünde; † 1970 in Berlin) war ein deutscher Mediziner.
Adalbert Loeschke studierte an der Friedrich-Wilhelms-Universität zu Berlin und der Eberhard Karls Universität Tübingen Medizin und wurde 1928 in Berlin mit seiner Dissertation Aneurysma dissecans auf luetischer Grundlage zum Dr. med. promoviert.
Von 1930 bis 1932 wirkte er bei Hans Beumer (1884–1945) in Göttingen und von 1932 bis 1941 bei Hans Kleinschmidt an der Universitätskinderklinik in Köln, wo er sich 1936 an der Universität zu Köln habilitierte.
Von 1939 bis 1941 diente Adalbert Loeschke als Truppenarzt in der Wehrmacht und wurde dann 1941 kommissarischer Leiter des Kinderkrankenhauses in Litzmannstadt. Nach Beendigung des Zweiten Weltkrieges wirkte er von 1945 bis 1954 als Kinderarzt in Darmstadt und dann von 1954 bis 1970 als Direktor des Kaiserin-Auguste-Viktoria-Hauses in Berlin-Charlottenburg sowie als Ordinarius für Kinderheilkunde an der Freien Universität Berlin.
Adalbert Loeschke verfasste die 1954 als 25. Auflage veröffentlichte Neubearbeitung der Kinderheilkunde. Eine Hilfe für Studierende und Ärzte als Einführung in die Kinderheilkunde von Erich Klose (1882–1921) und hat als Direktor der Kinderklinik eine von der Firma Nestle herausgegebene Schallplatte zum Thema Aus der Geschichte der Berliner Pädiatrie besprochen.
Loeschke wurde 1933 Mitglied der SA, bei der er zuletzt den Rang eines SA-Sturmführers bekleidete. 1934 wurde er Mitglied im Nationalsozialistischen Deutschen Ärztebund (NSDÄB) und zum 1. Mai 1937 trat er der NSDAP bei (Mitgliedsnummer 4.069.336).
Adalbert Loeschke wurde 1957 in der Sektion Pädiatrie als Mitglied in die Deutsche Akademie der Naturforscher Leopoldina aufgenommen. Zwischen 1958 und 1970 leitete er den Berliner Pädiatrischen Wohlstandsverband. 1966 wurde er Vorsitzender der Deutschen Gesellschaft für Kinder- und Jugendmedizin (DGKJ).
Er war verheiratet mit Ilse Fölsche und hatte vier Kinder.